# Пам'ятник Миколі Лисенку (Київ)
Пам'ятник Миколі Лисенку в Києві — монумент, присвячений українському композитору, фольклористу, засновнику національної класичної музичної школи Миколі Віталійовичу Лисенку на Театральній площі поряд з Національною оперою України ім. Тараса Шевченка. Встановлений у 1965 році.
Автори монумента — скульптор Олександр Ковальов та архітектор Василь Гнєздилов.
Микола Лисенко мешкав у Києві більшу частину життя, останні роки — на сучасній вул. Саксаганського, 95-б. Ім'ям Лисенка названо вулицю у Києві; у другій половині XX ст. до 1982 року вулиця Лисенка сполучалась сходами з Театральною площею, на якій встановлений пам'ятник композитору.

## Опис
Бронзову сидячу постать митця встановлено на прямокутному постаменті з сірого граніту, на постаменті розміщений анотаційний напис. Висота пам'ятника становить 7,0 м. Композитор з трохи піднятою у диригентському жесті правою рукою ніби прислухається до звуків музики. Скульптура виконана в реалістичній манері, забарвленій романтичним емоційним трактуванням.